# مرده‌زایی
مرده‌زایی (انگلیسی: Stillbirth) به مرگ نوزاد جنین بعد از هفته بیستم بارداری گفته می‌شود. در این حالت ممکن است به عمل سزارین نیاز شود. اکثر مرده‌زایی‌ها در انتهای دوره بارداری رخ می دهند و در اغلب موارد علت اصلی آن مشخص نیست.
مرده‌زایی را نباید با سقط خودبه‌خودی، که از دست دادن زودرس نوزاد است، اشتباه گرفت.
از عوامل مرده‌زایی می توان به عفونت باکتریایی، بیماری مادرزادی، ناهنجاری‌های کروموزوم، دیابت مادرزادی، فشار خون بالا (پره‌اکلامپسی)، *استفاده مادر از مواد روان‌گردان (مانند الکل، نیکوتین و ...) یا داروی شیمیایی، دکولمان جفت، تروما، مسمومیت پرتوی، بریدن آلت زنانه و به مشکل برخوردن بند ناف اشاره داشت.